# Onitis longitibialis
Onitis longitibialis là một loài bọ cánh cứng trong họ Bọ hung (Scarabaeidae).